# 巴西小銀漢魚
巴西小銀漢魚，為輻鰭魚綱銀漢魚目擬銀漢魚科的其中一種，分布於中西大西洋南美洲北部淡水、半鹹水及海域，為熱帶魚類，體長可達16公分，棲息在沙泥底質水域，以浮游生物為食，生活習性不明，可做為食用魚。